# Spartiniphaga penita
Spartiniphaga penita är en fjärilsart som beskrevs av Morrison 1857. Spartiniphaga penita ingår i släktet Spartiniphaga och familjen nattflyn. Inga underarter finns listade i Catalogue of Life.